# Pigia microniata
Pigia microniata är en fjärilsart som beskrevs av Walker 1862. Pigia microniata ingår i släktet Pigia och familjen mätare. Inga underarter finns listade i Catalogue of Life.